# Annelise Hesme
Pour les articles homonymes, voir Hesme.
Annelise Hesme, née le 11 mai 1976 à Troyes (France), est une actrice française.

## Biographie

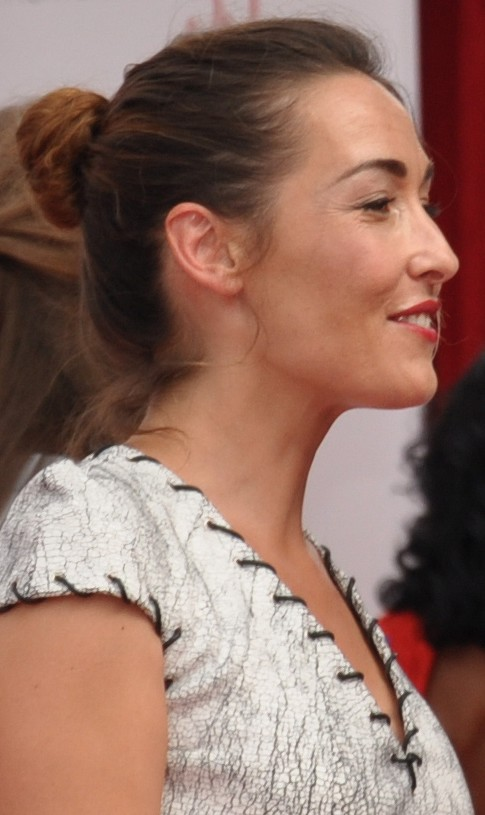
Annelise Hesme en 2015.

Annelise Hesme naît le 11 mai 1976 à Troyes, dans l’Aube. Après une formation en art dramatique à l'Atelier Théâtre Frédéric Jacquot, elle est apparue sur le petit écran français comme présentatrice des programmes sur Canal Satellite, puis a coprésenté l'émission DAWA sur Game One en 2001-2002.
Elle a joué dans plusieurs films comme Tanguy en 2001, Le plus beau jour de ma vie en 2004 et Fauteuils d'orchestre en 2006, et elle joue élégamment  Agnès, la belle rivale d'Irène dans Hors de Prix en 2006.
Dans le film à gros budget Alexandre, elle a le rôle secondaire de Stateira.
Dans le Molière de Laurent Tirard, elle tient le rôle de Mademoiselle Du Parc.
Elle est connue au Royaume-Uni et en Irlande grâce à une apparition dans une publicité pour la Renault Clio en 2005, au côté de Jeremy Sheffield. Un second spot a été réalisé pour les écrans britanniques au début de l’année 2007. La même année, elle participe à l'expérimental Nos amis les Terriens, de Bernard Werber et à la comédie dramatique Trois amis, réalisée par Michel Boujenah.
Puis elle se contente de seconds rôles au cinéma : dans les comédies L'amour c'est mieux à deux (2010), Hôtel Normandy (2013), Le Père Noël (2014) et dans les drames Paris (2008), Pas son genre (2014) et Un moment d'égarement (2015).
À la télévision française, elle enchaîne les téléfilms et les séries télévisées. Elle participe à la série politique L'État de Grace (2006), avec Anne Consigny, puis à la petite série historique Le Réveillon des bonnes , et à la série évènement de Canal + sur le monde de la finance Scalp (2007).
En 2012, elle joue dans la série religieuse Inquisitio, mais tourne également la seconde saison de la série comique Platane, créée par Éric Judor, en nouvelle compagne du héros.
En 2015, après une participation à la série policière de France 2 Cherif, dans le rôle d'un médecin, elle s'installe sur le service public, en tant qu'infirmière, héroïne de la nouvelle série Nina.

### Victime de propositions indécentes
Le 5 décembre 2022 sur son compte Instagram, elle déclare qu'en 2001, la réalisatrice du film qu'elle terminait alors, lui a proposé de participer à des dîners d'hommes.
Deux semaines après la fin du tournage, le producteur du film, Alain Sarde, la convoque à son bureau. Après lui « avoir rappelé [sa] condition de pauvre "c'est pas facile de commencer hein ?…" », il lui a à nouveau proposé d'être rémunérée pour accompagner des hommes à « des dîners, déjeuners, petit déjeuners, avec des acteurs, réalisateurs, producteurs, distributeurs (...) qui aiment avoir de jolies femmes à leur table ». Le producteur a aussi précisé « bien sûr c'est rémunéré et puis si dans le lot il y en a un qui [te] plaît, libre à [toi] de [te] faire plus d'argent le soir… ». Annelise Hesme a refusé la proposition et le producteur aurait alors hurlé « Qu'est-ce que tu veux, les putes ça leur suffit plus… ! » 
Elle déclare que son refus lui a coûté une meilleure carrière, que son agente lui a déconseillé de porter plainte, déclarant « c'est ta parole contre la sienne ». Le producteur avait déjà été mis en examen et incarcéré pour des faits similaires allant jusqu'au viol en 1997. Annelise Hesme, par peur, n'a alors rien dénoncé publiquement
.

### Vie personnelle
Annelise Hesme est la sœur des actrices Clotilde et Élodie Hesme, cette dernière étant aussi parolière. Annelise a un fils prénommé Paul né en 2002. La comédienne est engagée depuis 2017 auprès de l’Union européenne et de son programme Plan d'aide sociale d'urgence (ESSN) en tant qu’ambassadrice française.

## Filmographie

### Cinéma

#### Courts métrages
- 2005 : Tue l'amour de Philippe Lioret
- 2006 : Deux filles de Lola Doillon
- 2007 : Beyond de Gavin Boyter (Grande-Bretagne)
- 2013 : Un chien de ma chienne de Fabien Gorgeart (collection Le jeu des 7 Familles)
- 2014 : L'Autostoppeur de Boris Vian de Julien Paolini

#### Longs métrages
- 2000 : Kaliber Deluxe de Thomas Roth (Allemagne) (*)
- 2001 : Tanguy d'Étienne Chatiliez : Marguerite
- 2002 : Parlez-moi d'amour de Sophie Marceau : Elsa
- 2002 : Le Nouveau Jean-Claude de Didier Tronchet
- 2004 : Le Plus Beau Jour de ma vie de Julie Lipinski : Andrea
- 2005 : Alexandre d'Oliver Stone : Stateira (États-Unis) (*)
- 2006 : Fauteuils d'orchestre de Danièle Thompson : Valérie
- 2006 : Hors de prix de Pierre Salvadori : Agnès
- 2007 : Molière de Laurent Tirard : Mademoiselle Du Parc.
- 2007 : Nos amis les Terriens de Bernard Werber
- 2007 : Trois amis de Michel Boujenah : Stefania
- 2008 : Paris de Cédric Klapisch : Victoire
- 2010 : L'amour c'est mieux à deux de Arnaud Lemort et Dominique Farrugia : Nathalie
- 2013 : Hôtel Normandy de Charles Nemes : Hélène
- 2014 : Pas son genre de Lucas Belvaux : Isabelle
- 2014 : Le Père Noël d'Alexandre Coffre : Sandra
- 2015 : Un moment d'égarement de Jean-François Richet : Sylvie
- 2015 : Sparks and Embers de Gavin Boyter
- 2019 : Tanguy, le retour d’Étienne Chatiliez : Marguerite
- 2023 : 10 jours encore sans maman de Ludovic Bernard : Laure
- 2024 : Ici et là-bas de Ludovic Bernard : Caroline

(*) Doublée par elle-même

### Télévision
- 2001 : H (saison 4, épisode 4 : Une histoire de curé)
- 2004 : Femmes de loi de Denis Malleval : Audrey (épisode Intime conviction)
- 2004 : Nos vies rêvées de Fabrice Cazeneuve
- 2005 : La Légende vraie de la tour Eiffel de Simon Brook
- 2006 : L'État de Grace de Pascal Chaumeil
- 2007 : Le Réveillon des bonnes de Michel Hassan
- 2007 : Scalp de Xavier Durringer
- 2009 : Clara, une passion française de Sébastien Grall
- 2009 : Entre deux ombres de Philippe Venault
- 2009 : Juste un peu d'@mour de Nicolas Herdt
- 2010 : En chantier, monsieur Tanner de Stefan Liberski
- 2010 : Chateaubriand de Pierre Aknine : Madame de Récamier
- 2011 : La Bonté des femmes de Marc Dugain et Yves Angelo
- 2011 : Saïgon, l'été de nos 20 ans
- 2011 : Le Client d'Arnauld Mercadier
- 2012 : Inquisitio de Nicolas Cuche : Madeleine, la sorcière
- 2012 : Cent pages blanches de Laurent Jaoui
- 2013 : RIS police scientifique de Stéphane Kaminka (saison 8, épisode 1)
- 2013 : Platane d'Éric Judor et Denis Imbert (saison 2)
- 2013 : J'adore ma vie de Stéphane Kurc
- 2013 : L'Escalier de fer de Denis Malleval
- 2013 : Le Goût du partage de Sandrine Cohen
- 2015 : Cherif : Docteur Diane Delpeyrat (saison 3, épisode 3)
- 2015-2021 : Nina d'Éric Le Roux et Nicolas Picard-Dreyfuss : Nina
- 2017 : Rien ne vaut la douceur du foyer de Laurent Jaoui : Cécile
- 2018 : Meurtres à Lille de Laurence Katrian : Caroline Flament
- 2019 : Mongeville d'Edwin Baily : Ariane Jourdain (épisode Le mâle des montagnes)
- 2019 : Crimes parfaits : Clémence (saison 2, épisode 12 : Pas de fumée sans feu)
- 2020 : Le Canal des secrets de Julien Zidi : Izia Moreno
- 2020 : Alice Nevers : Capitaine Romane Andréani (saison 18, épisodes 5 et 6 : Le pacte)
- 2020 : Meurtres à Toulouse de Sylvie Ayme : Nathalie Gimet
- 2021 : Léo Matteï, Brigade des mineurs : Odile (saison 8, épisodes 5 et 6 : Les blessures de l'enfance)
- 2021 : J'ai menti de Frédéric Berthe : Sophie Barreyre
- 2021 : On n’efface pas les souvenirs d'Adeline Darraux : Anna
- 2021 : Le Code : Estelle Lantez
- 2022 : Week-end Family : Laurence
- 2022 : Un alibi d'Orso Miret : Maude
- 2023 : Rivière-Perdue de Jean-Christophe Delpias : Nathalie Perez
- 2024 : Face à face de Jean-Christophe Delpias : Pauline Windler (saison 2, épisode 5 : La revenante)
- 2025 : Meurtres en Périgord vert de Muriel Aubin : Julie Dupuy

### Publicités
- 2004 : Photomaton pour Freedent
- 2005 : France vs. Britain pour Renault Clio (Grande-Bretagne)
- 2006 : France vs. Britain 2 pour Renault Clio (Grande-Bretagne)

## Théâtre
- 2000 : Becket ou l'Honneur de Dieu de Jean Anouilh, mise en scène Didier Long, Théâtre de Paris

## Distinctions
- Prix Talents Cannes Adami pour Tue l'amour en 2005[7].
- Prix de la meilleure interprète féminine pour Entre deux ombres au Festival de la fiction TV de La Rochelle 2009[8].